# Julie Caitlin Brownová
Julie Caitlin Brownová (* 27. ledna 1961 San Francisco, Kalifornie) je americká herečka a zpěvačka.
Její první velkou divadelní rolí byla Marie Magdalena v muzikálu Jesus Christ Superstar v roce 1983. V televizi se poprvé objevila v roce 1989, v průběhu 90. let hostovala v epizodních rolích různých seriálů včetně Raven, Odpadlík, Vanishing Son, Policie z Palm Beach, Baywatch Nights, Brooklyn South, Beverly Hills 90210 či JAG. Objevila se též ve Star Treku. V epizodě „Pasažér“ (1993) seriálu Star Trek: Stanice Deep Space Nine ztvárnila Ty Kajadu a ve dvojepizodě „Gambit“ (1993) seriálu Star Trek: Nová generace hrála postavu Vekor. Působila též v seriálu Babylon 5, kde v průběhu jeho první sezóny v roce 1994 hrála postavu Na'Toth. Kvůli náročným maskám ale odmítla pokračovat ve druhé řadě, kde ji musela nahradit Mary Kay Adamsová. Brownová se v seriálu nicméně ještě objevila v epizodě „Kde leží všechna čest“ druhé sezóny jako pozemská právnička a v díle „A Tragedy of Telepaths“ (pátá řada) si zopakovala roli Na'Toth. Po roce 2000 hrála např. v seriálu Zákon a pořádek: Zločinné úmysly či ve filmu All About Evil.
Působí též jako zpěvačka, v letech 1998 a 2002 vydala dvě sólová alba.

## Filmografie

### Film
| Rok  | Název                                          | Role                              | Poznámky    |
| ---- | ---------------------------------------------- | --------------------------------- | ----------- |
| 1990 | Miami Blues                                    | žena, které byla vytržena kabelka |             |
| 1995 | Milenecký uzel                                 | Monique                           |             |
| 2010 | All About Evil                                 | Tammy Tennis                      |             |
| 2010 | Thoughts of Suicide on an Otherwise Lovely Day | Jaycee Damon                      | krátký film |
| 2014 | The Call                                       | Melissa                           | krátký film |

### Televize
| Rok       | Název                              | Role                               | Poznámky                                |
| --------- | ---------------------------------- | ---------------------------------- | --------------------------------------- |
| 1989      | Pulitzerova cena                   | Lorraine Odasso                    | TV film                                 |
| 1989      | B.L. Stryker                       | Diana Satterfield                  | díl: „Grand Theft Hotel“                |
| 1992      | All My Children                    | Julie Segal                        | 5 dílů                                  |
| 1992      | Dark Justice                       | Monica                             | díl: „The Highest Court“                |
| 1993      | Star Trek: Stanice Deep Space Nine | Ty Kajada                          | díl: „Pasažér“                          |
| 1993      | Raven                              | Callie Parker                      | díl: „Disciples of Dawn“                |
| 1993      | Star Trek: Nová generace           | Vekor                              | 2 díly                                  |
| 1993–1996 | Policie z Palm Beach               | Terri Roman / Veronique            | 2 díly                                  |
| 1994–1998 | Babylon 5                          | Na'Toth / Guinevere Corey          | 23 dílů                                 |
| 1995      | Odpadlík                           | agentka FBI                        | díl: „Rancho Escondido“                 |
| 1995      | Vanishing Son                      | Jennifer Garrett                   | díl: „Win, Place or Dead“               |
| 1995      | Pointman                           | Jo Zackery                         | díl: „Trading Up in the Pale Moonlight“ |
| 1995–2000 | JAG                                | soudkyně / seržantka Carringtonová | 2 díly                                  |
| 1997      | Baywatch Nights                    | plukovnice                         | díl: „Space Spores“                     |
| 1997      | Vražda v přímém přenosu            | Julia Cafferty                     | TV film                                 |
| 1997      | Brooklyn South                     | prokurátorka Bonnie Tovavick       | díl: „Clown Without Pity“               |
| 1999      | Beverly Hills 90210                | dr. Michaels                       | díl: „Schopnost přežít“                 |
| 1999      | Cesta do neznáma                   | komandérka Kesh                    | díl: „Requiem“                          |
| 1999      | Becker                             | Nicky                              | díl: „He Said, She Said“                |
| 2005      | Zákon a pořádek: Zločinné úmysly   | sestra Edwina                      | díl: „Kajícnost“                        |